# Arnaud Gérard
Arnaud Gérard (* 6. Oktober 1984 in Dinan) ist ein ehemaliger französischer Radrennfahrer und späterer Sportlicher Leiter.

## Karriere
Arnaud Gérard wurde 2002 im belgischen Zolder Junioren-Weltmeister im Straßenrennen vor Jukka Vastaranta und Nicholas Sanderson und errang ebenso den nationalen Junioren-Titel.
Von 2005 bis 2012 hatte Gérard einen regulären Vertrag beim UCI ProTeam Française des Jeux, nachdem er 2003 und 204 bereits als Stagiaire für diese Mannschaft fuhr. Er bestritt und beendete in diesen Jahren vier Grand Tours und gewann 2008 das EintagesrennenPolynormande. Er wechselte 2013 zum UCI Professional Continental Team Bretagne-Séché Environnement (später: Team Fortuneo-Samsic), für das er zwei weitere Male die Tour de France beendete und 2015  er eine Etappe der Tour du Poitou-Charentes gewann.
Nach Ablauf der Saison 2018 beendete er seine Karriere als Aktiver und wurde Sportlicher Leiter seines letzten Teams.

## Erfolge
2002
- Junioren-Weltmeister – Straßenrennen
- Französischer Junioren-Meister – Straßenrennen

2008
- La Poly Normande

2015
eine Etappe Tour du Poitou-Charentes

## Grand-Tour-Platzierungen
| Grand Tour            | 2006 | 2007 | 2008 | 2009 | 2010 | 2011 | 2012 | 2013 | 2014 | 2015 |
| --------------------- | ---- | ---- | ---- | ---- | ---- | ---- | ---- | ---- | ---- | ---- |
| Giro d’ItaliaGiro     | 143  | 123  | –    | –    | –    | –    | –    | –    | –    | –    |
| Tour de FranceTour    | –    | –    | 130  | –    | –    | –    | –    | –    | 132  | 133  |
| Vuelta a EspañaVuelta | –    | –    | –    | 105  | –    | –    | –    | –    | –    | –    |